# كارل شيلر
كارل أغسطس فريتز شيلر (بالألمانية: Karl August Fritz Schiller)؛ (11 ابريل 1911 - 26 ديسمبر ,1994)، سياسي ألماني ينتمي إلى حزب الحزب الديمقراطي الاجتماعي الألماني (SPD) . شغل منصب وزير المالية لجمهورية ألمانيا الغربية مابين 13 مايو 1971 إلى 7 يوليو 1972 وشغل كذلك منصب وزير الشؤون الاقتصادية مابين 1 ديسمبر 1966 إلى 7 يوليو 1972 .

## روابط خارجية
- كارل شيلر على موقع IMDb (الإنجليزية)
- كارل شيلر على موقع مونزينجر (الألمانية)
- كارل شيلر على موقع ميوزك برينز (الإنجليزية)
- كارل شيلر على موقع ديسكوغز (الإنجليزية)
- كارل شيلر على موقع كينوبويسك (الروسية)